# Penescopía
La penescopía es un estudio clínico realizado generalmente por un urólogo, que tiene como objetivo buscar algún tipo de herida o lesión (visible o plana), verruga o infección por el virus del papiloma humano en el pene del hombre.

## Técnica o procedimiento
El método tiene una duración aproximada de 10 minutos y consiste en la aplicación de un líquido o  sustancia química especial, generalmente ácido acético, sobre la superficie interior del pene y su correspondiente observación con un colposcopio (especie de telescopio de enfoque próximo) para detectar lesiones.